# 大はしあたけの夕立

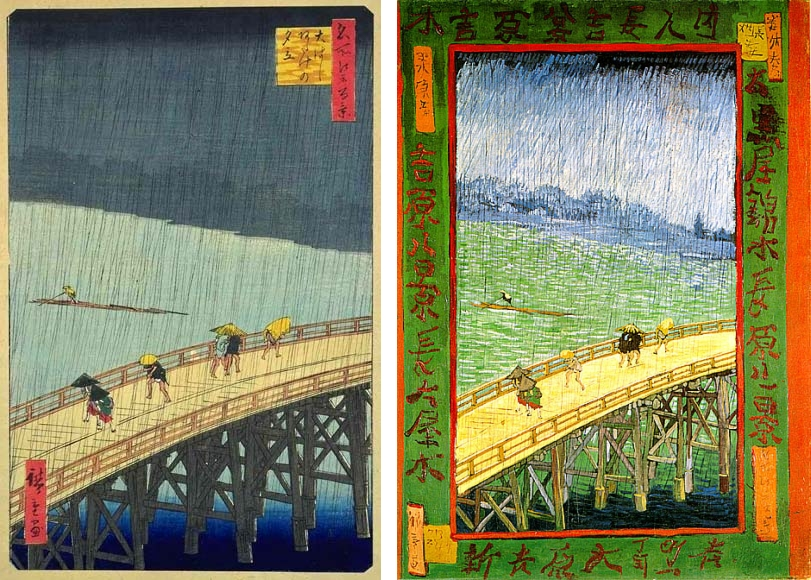
左は広重作、右はゴッホによる模写。

『大はしあたけの夕立』（おおはしあたけのゆうだち）は、江戸時代の浮世絵師歌川広重による名所江戸百景の一枚（第52景）。多色刷り木版画で、安政3年（1856年）制作。
隅田川にかかる「大はし」を、遠景がぼけるほど激しい夕立に降られながら渡る人々を、西岸から見て描かれている。
「大はし」は、日本橋の浜町から深川六間堀の方にかかっていた新大橋のことである。当時の「大はし」は現在の新大橋より100メートルほど下流側に架けられていたと推定されている。「大はし」東岸、現在の東京都江東区新大橋には江戸幕府御座船の安宅丸（あたけまる）がかつて繋留されており、船が解体されたのちも一帯を指して「あたけ」の名が使われていた。
当時、雨を直線で描くという描法は斬新なものであった。
『名所江戸百景』では「深川洲崎十万坪」「王子装束ゑの木 大晦日の狐火」と並んでよく売れ、広重の代表作の一つである。オランダの著名な画家ゴッホも、亀戸梅屋舗とともにこれを模写した（「ジャポニズム」参照）。